# CSM Avântul Reghin
Clubul Sportiv Municipal Avântul Reghin, cunoscut sub numele de Avântul Reghin, este un club de fotbal profesionist din Reghin, județul Mureș, România, care evoluează în prezent în Liga a III-a. Fondat în 16 iunie 1949, clubul reușește să acceadă în Divizia A în sezonul 1955. După acest an, până în 1989, echipa evoluează în Divizia B (9 sezoane) și în Divizia C.

## Istoria fotbalului la Reghin
La Reghin, fotbalul a fost jucat în mod organizat încă înainte de primul război mondial, după cum consemna profesorul Ioan Costea în cartea Avântul Reghin - Fotbal și onoare. În perioada interbelică cea mai puternică echipă locală era "Victoria", dar odată cu dezvoltarea economiei principalelor fabrici din oraș și-au înființat propriile echipe pentru a-și motiva muncitorii. Astfel au apărut formațiile Foresta, Partizanul, Nautica, Producția, Recolta, Progresul, Rapid iar acestea vor alcătui ulterior nucleul și fundamentul Avântului Reghin.
În 1946, trei din cele mai puternice echipe de fotbal reghinene (Foresta Română, Nautica și Cărămida) fuzionează din dorința de performanță formând echipa Foresta Reghin. Rezultatele se văd destul de repede formația ajungând în sferturile de finală ale cupei României în sezonul 1947/1948, însă în 1949 echipa este naționalizată și se metamorfozează într-o nouă echipă condusă de Wajda Janos. Oficial data de înființare a noii echipe este 16 iunie 1949 sub denumirea de Avântul Reghin.

### Avântul promovează în Divizia A
Anul 1954 devine cel mai norocos an din istoria echipei fanion a Reghinului care câștigă cu un bilanț extrem de surprinzător în seria a-II-a a diviziei B și promovează în divizia A. Un singur an - anul de aur - 1955, a jucat Avântul în divizia A. Cu toate că echipa a jucat bine cu favoritele la câștigarea campionatului, reghinenii reușesc să adune la  finalul campionatului doar 9 puncte și să marcheze 19 goluri în timp ce au primit 57. Mult mai bine s-a descurcat echipa de tineret care a terminat pe locul 8 campionatul însă odată cu retrogradarea primei formații a fost și ea obligată să revină în divizia B. De menționat este și faptul că în acea perioadă Reghinul avea 18.000 de locuitori.

### Revenire în liga a II-a
Odată cu revenirea în eșalonul secund apar și alte probleme pentru formația reghineană care termină campionatul abia pe locul 11 din 13, iar pentru a rămâne în divizia B se transformă în "Avântul-Recolta". Începând cu 1960, noua echipă este înscrisă în campionatul inter-regional împreună cu alte 3 echipe din Reghin. În 1963 se reia divizia C iar "Avântul-Recolta" termină pe 4. Abia în 1967 se renunță în mod oficial și scriptic la numele "Recolta"  din asocierea cu "Avântul".  Odată cu recâștigarea numelui Avântul începe o nouă ofensivă pentru regăsirea prestigiului pierdut și reușește câteva sezoane foarte bune în divizia C, dar nu obține promovarea mult dorită.
La 30 mai 1971, tribunele stadionului devin mai neîncăpătoare decât la meciurile din divizia A, aceasta fiind ziua în care pentru prima dată se întâlnesc două echipe de fotbal feminin din Reghin. Fetele de la Avântul reușesc să câștige campionatul județean însă imediat după, se desființează brusc.
Avântul Reghin trece și ea prin noi schimbări în această perioadă însă în 1975 este numit antrenor Maksai Moise care reorganizează echipa și atacă promovarea în divizia B în ediția de campionat imediat următoare. Dovedind ingeniozitate și abilitate, Maksai produce surpriza și promovează în divizia B după câteva din cele mai frumoase meciuri ale echipei. Acesta este și perioada în care echipa are cea mai frumoasă galerie însă euforia ține doar 2 sezoane în 1978 se schimbă 4 antrenori și echipa reușește să obțină doar o singură victorie tot campionatul, retrogradând în divizia C. În această ediție de campionat au loc și cele mai mari bâlciuri din fotbalul mureșean existând scoruri de 24-0 (Electromureș - Văleni) și chiar 31-0 (Metalurgica - Unirea Ungheni).

### Înapoi în ligile inferioare
Odată cu retrogradarea echipei în divizia C începe un duel la nivel local între Avântul și Oțelul (echipa preluată de Maksai Moise - după demiterea de la Avântul). Această rivalitate aduce din nou lumea pe stadion și crește nivelul jocului iar rezultatele apar în 1983 când Avântul revine în divizia B.
În 1987 se introduce noul sistem de punctaj (în care se acordă 1 punct la egal și 3 la victorie) însă acest sistem nu ajută deloc echipa reghineană care retrogradează, însă în 1988 promovează din nou. Revine în divizia C la un an după promovare și se reîntoarce în divizia B abia în 1992 și rezistă până în 1995 când termină campionatul pe locul 19 din 20 și ajunge din nou „în C”.
Speranța unei noi promovări în divizia C se stinge de tot în campionatul 1999-2000 când Silva retrage sponsorizarea pentru echipa de fotbal iar echipa se retrage din campionat. Urmează încercări de a readuce Avântul în divizia C, cea mai importantă fiind cumpărarea unui loc în divizia C în 2003 însă după doi ani echipa ajunge din nou în "D".
În iulie 2007 Stelian Gherman a revenit ca antrenor al echipei și câțiva jucători valoroși au fost legitimați.
În 2008 primăria municipiului Reghin investește puternic în clubul de fotbal iar echipa revenită în divizia C ratează la mustață promovarea în divizia B de pe locul 1 datorită rezultatelor directe cu Luceafărul Lotus. Echipa participă la baraj însă ratează promovarea rămânând în divizia C unde evoluează și acum.
Din sezonul 2015-2016 echipa reghineană evolue în seria a V-a a ligii a III-a.

## Palmares

### Competiții Naționale

#### Ligi:
Liga I:
- Locul 13 (1): 1955

Liga a II-a:
Campioni (1): 1954
Liga a III-a:
Campioni (3): 1976–77, 1982–83, 1987–88
Vicecampioni (6): 1986–87, 1989–90, 1990–91, 1991–92, 2007–08, 2015–16
Liga IV – Județul Mureș
Campioni (2): 1972–73, 1998–99

#### Cupe:
Cupa României:
- Turul 4 (1): 2018-2019

## Jucătorii echipei
La 5 august 2015.
| Nr. |         | Poziție | Jucător                |
| --- | ------- | ------- | ---------------------- |
| 1   | România | P       | Vlad Negru             |
| 47  | România | P       | Paul Iakob             |
| 12  | România | P       | Marian Suciu           |
| 45  | România | F       | Flavius Dumbrăvean     |
| 3   | România | F       | Rareș Ința             |
| 4   | România | F       | Ovidiu Bolboș          |
| 5   | România | F       | Cristian Merdariu      |
| 77  | România | F       | Iulian Sîplăcan        |
| 6   | România | F       | Adrian Luca            |
| 33  | România | F       | Istvan Bakos           |
| 8   | România | F       | Florin Truță (captain) |

| Nr. |         | Poziție | Jucător        |
| --- | ------- | ------- | -------------- |
| 13  | România | M       | Paul Luca      |
| 7   | România | M       | Adrian Murar   |
| 21  | România | M       | Viorel Șaim    |
| 77  | România | M       | Ciprian Gliga  |
| 10  | România | M       | Ovidiu Covaciu |
| 20  | România | M       | Paul Colța     |
| 30  | România | M       | Raul Gabor     |
| 18  | România | A       | Norbert Csőg   |
| 14  | România | A       | Dragoș Lostun  |
| 17  | România | A       | András Fülöp   |
| 96  | România | A       | Lóránd Dézsi   |

## Foști jucători
- Imre Biro
- Ionel Olariu
- Gheorghe Constantin
- Laurențiu Aștilean
- Ciprian Botoșer
- Vilmoș Stoica
- Bogdan Dolha
- Sead Bruncevic
- Istvan Fulop
- Paul Borz
- Paul Sanda
- Lucian Perde
- Horațiu Satmar
- Sandu Borș
- Ionel Cilean
- Cosmin Petelean
- Tudor Dobrău
- Doru Buciuman
- Barna Bajko
- Alexandru Pop
- Ștefan Szabo
- Mihai Monoki
- Viorel Cioată
- Gelu Maier
- Alexandru Sîrbu
- Kolumban Huba
- Boyte Bela
- Katona Ladislau
- Korosi Karol
- Dorin Drăgoescu
- Nagy Karol
- Nagy Ladislau
- Ujfalvi Oscar
- Ionel Pascu
- Vasile Moldovan
- Petrică Ormenișan

## Foști antrenori
- Elemer Kocsis
- Cristian Dulca
- Stelian Lupu
- Maksai Moise
- Stelian Gherman